# Tréglamus
Tréglamus (tiếng Breton: Treglañviz) là một commune in the Côtes-d'Armor department in Bretagne in northwestern Pháp.

## Dân số
Người dân ở Tréglamus được gọi là Tréglamusois.